# 四海阿富汗介
四海阿富汗介（学名：Afghanistinia szuhaia）为尾花介科阿富汗介屬下的一个种。